# Lyes Houri
Lyes Houri (Lomme, ma Lille városrésze, 1996. január 19. –) francia utánpótlás-válogatott labdarúgó, az Universitatea Craiova középpályása.

## Pályafutása

### Klubcsapatokban
Houri a francia Valenciennes akadémiáján nevelkedett, a felnőtt csapatban 2013 és 2015 között tizenkét bajnoki mérkőzésen lépett pályára. 2015 és 2017 között a francia élvonalbeli Bastia igazolt labdarúgója volt, azonban mindössze két bajnoki mérkőzésen lépett pályára, többnyire kölcsönben szerepelt a harmadosztályú Belfort csapatánál. 2017-ben egy rövid ideig kölcsönben a holland élvonalbeli Roda játékosa is volt. A 2017-2018-as idényben az RC Lens második számú csapatában huszonegy bajnoki mérkőzésen szerepelt a francia negyedosztályban. 2018-ban igazolta le őt a román élvonalbeli Viitorul Constanța csapata, mellyel az első idényében Román Kupa és Szuperkupa-győzelmet ünnepelhetett. 41 román bajnokin négyszer volt eredményes és ugyanennyi gólpasszt adott csapattársainak. 2020 januárjában a MOL Fehérvár igazolta le. Másfél szezon alatt 66 tétmérkőzésen lépett pályára a fehérvári csapatban, ezalatt hatszor volt eredményes és tizenhat gólpasszt adott csapattársainak. Miután Szabics Imre lett a MOL Fehérvár vezetőedzője, Houri egyre kevesebb játéklehetőséget kapott, majd 2021 nyarán kikerült az első csapat keretéből. 2021. augusztus 31-én kölcsönben visszatért Romániába, az Universitatea Craiova csapatához.
2023. augusztus 29-én három évre szóló szerződést írt alá az Universitatea Craiova csapatával.

### A válogatottban
Többszörös francia utánpótlás-válogatott labdarúgó.

## Sikerei, díjai
Viitorul Constanța
- Román kupagyőztes (1) : 2018–19
- Román szuperkupagyőztes (1) : 2019

 Fehérvár FC
- Magyar labdarúgó-bajnokság ezüstérmes (1): 2019–20